# Сантана (Колумбия)
Сантана (исп. Santana) — город и муниципалитет в центральной части Колумбии, на территории департамента Бояка. Входит в состав провинции Рикаурте.

## История
Поселение, из которого позднее вырос город, было основано в 1806 году.

## Географическое положение

Муниципалитет Сантана

Город расположен в северо-западной части департамента, в гористой местности Восточной Кордильеры, к востоку от реки Суарес, на расстоянии приблизительно 55 километров к северо-северо-западу (NNW) от города Тунха, административного центра департамента. Абсолютная высота — 1593 метра над уровнем моря.
Муниципалитет Сантана граничит на юго-востоке с территорией муниципалитета Читараке, на юго-западе — с муниципалитетом Сан-Хосе-де-Паре, на севере и востоке — с территорией департамента Сантандер. Площадь муниципалитета составляет 67 км².

## Население
По данным Национального административного департамента статистики Колумбии, совокупная численность населения города и муниципалитета в 2015 году составляла 7692 человека.
Динамика численности населения муниципалитета по годам:
| 2005 | 2006 | 2007 | 2008 | 2009 | 2010 | 2011 | 2012 | 2013 | 2014 | 2015 |
| ---- | ---- | ---- | ---- | ---- | ---- | ---- | ---- | ---- | ---- | ---- |
| 7853 | 7841 | 7827 | 7813 | 7798 | 7783 | 7766 | 7749 | 7731 | 7712 | 7692 |

Согласно данным переписи 2005 года мужчины составляли 52 % от населения Сантаны, женщины — соответственно 48 %. В расовом отношении белые и метисы составляли 99,97 % от населения города; негры, мулаты и райсальцы — 0,03 %.
Уровень грамотности среди всего населения составлял 75,8 %.

## Экономика
Основу экономики Сантаны составляет сельское хозяйство.

60,6 % от общего числа городских и муниципальных предприятий составляют предприятия торговой сферы, 23,7 % — промышленные предприятия, 15,4 % —предприятия сферы обслуживания, 0,3 % — предприятия иных отраслей экономики.

## Транспорт
Через город проходит национальное шоссе № 45A (исп. Ruta Nacional 45A).